# Michael O’Grady
Michael „Mike“ O’Grady (* 11. Oktober 1942 in Leeds) ist ein ehemaliger englischer Fußballspieler. Zumeist als linker Flügelspieler eingesetzt gewann der zweifache englische Nationalspieler mit Leeds United 1968 den Messepokal und ein Jahr später die englische Meisterschaft. 

## Karriere
Obwohl O’Grady in Leeds geboren worden war, begann seine Fußballerlaufbahn beim Lokalrivalen Huddersfield Town. Dort unterzeichnete er im Oktober 1959 einen ersten Profivertrag und nach gerade einmal 16 Pflichtspieleinsätzen absolvierte er sein erstes von insgesamt drei Länderspielen für die englische U-23-Auswahl. Zwar gehörte der Zweitligist aus Huddersfield zu den wenig spektakulären Fußballmannschaften im englischen Spielbetrieb, aber O’Grady ragte mit seinen Leistungen deutlich heraus und so feierte er im Oktober 1962 sein Debüt in der A-Nationalmannschaft – dabei gelangen ihm in der Partie gegen Nordirland in Belfast auf Anhieb zwei Tore. Zwar musste er auf seine nächste Bewährungschance bei den „Three Lions“ mehr als sechs Jahre warten, aber im Oktober 1965 erfüllte sich nachträglich sein Wunsch, beim Heimatverein unterzukommen, als ihn Leeds-Trainer Don Revie für eine Ablösesumme von 30.000 Pfund verpflichtete. Für die „Terriers“ aus Huddersfield hatte er zuvor insgesamt 160 Ligaspiele bestritten.
Zwar fühlte sich O’Grady in erster Linie in der Rolle des linken Flügelspielers heimisch, aber Revie fand in ihm häufig Verwendung auf anderen Positionen. Dabei agierte O’Grady auf der rechten Außenbahn genauso wie als rechter Halbstürmer und zeitweise gar als linker Außenläufer, wovon anfänglich Spieler auf der linken Seite wie Albert Johanneson und Terry Cooper profitierten. Überschattet wurde seine Zeit in Leeds durch eine Reihe von Verletzungsproblemen. Im März 1969 kam er dessen ungeachtet zu einem zweiten und letzten Länderspiel für England, in dem ihm erneut ein Tor beim 5:0 gegen Frankreich gelang. Zuvor hatte er mit Leeds im September 1968 im Messepokal das Finalrückspiel bestritten und bei Ferencváros Budapest das 1:0 aus dem Hinspiel mit einem torlosen Remis verteidigt. Während der Saison 1968/69, die mit dem Gewinn der englischen Meisterschaft ihren Höhepunkt hatte, hatte er sich auf der rechten Seite einen Stammplatz erkämpft und zum Erfolg acht Tore in 38 Ligapartien beigetragen. Als sich kurz darauf mit Eddie Gray und Peter Lorimer die neue „Flügelzange“ von Leeds United und mit Terry Hibbitt sowie Jimmy Greenhoff deren Ersatzleute herauskristallisierten, verließ O’Gradys den Klub im September 1969 in Richtung der Wolverhampton Wanderers. Wenige Tage zuvor hatte er im Europapokal der Landesmeister beim 10:0-Kantersieg gegen Lyn Oslo mit einem Tor nach 35 Sekunden einen der schnellsten Treffer in der Geschichte des Wettbewerbs erzielt.
Auch bei den „Wolves“ plagten O’Grady diverse Blessuren – speziell eine Sehnenverletzung sorgte dafür, dass er mehr als ein Jahr kein Profispiel absolvieren konnte – und nach einer kurzen Leihperiode im Februar 1972 in Diensten von Birmingham City wechselte er im November 1972 zu Rotherham United. Dort beendete er auch seine aktive Laufbahn, nachdem er wenig von seinen früheren Qualitäten hatte zeigen können und in die vierte Liga abgestiegen war. Später arbeitete er fast zwei Jahrzehnte als Techniker in einem TV-Studio; dazu betrieb er in Aberford eine Gaststätte. Dem Fußball treu blieb er meist im Rahmen von Wohltätigkeitsveranstaltungen, an denen sich Ex-Spieler von Leeds United beteiligten.

## Erfolge
- Englische Meisterschaft (1): 1969
- Messepokal (1): 1968